# 桃色
桃色是一種明亮的淡紅色，可以由赤色（或洋紅色）與白色混製而成，或者泛指某種與桃相關的色系；命名緣由來自於桃花的顏色，但現今有時會和起源於桃子果肉的蜜桃色混淆。

## 概述
桃色為柔和明亮的淡紅，是比粉紅略鮮潤的顏色。
桃之夭夭，灼灼其華。朱注：興也。桃、木名。華紅實可食。夭夭、少好之貌。灼灼、華之盛也。——佚名（先秦），《詩經‧國風‧周南》〈桃夭〉
奈何夭桃色，坐嘆葑菲詩。——李白（唐），《古風》〈四十四〉

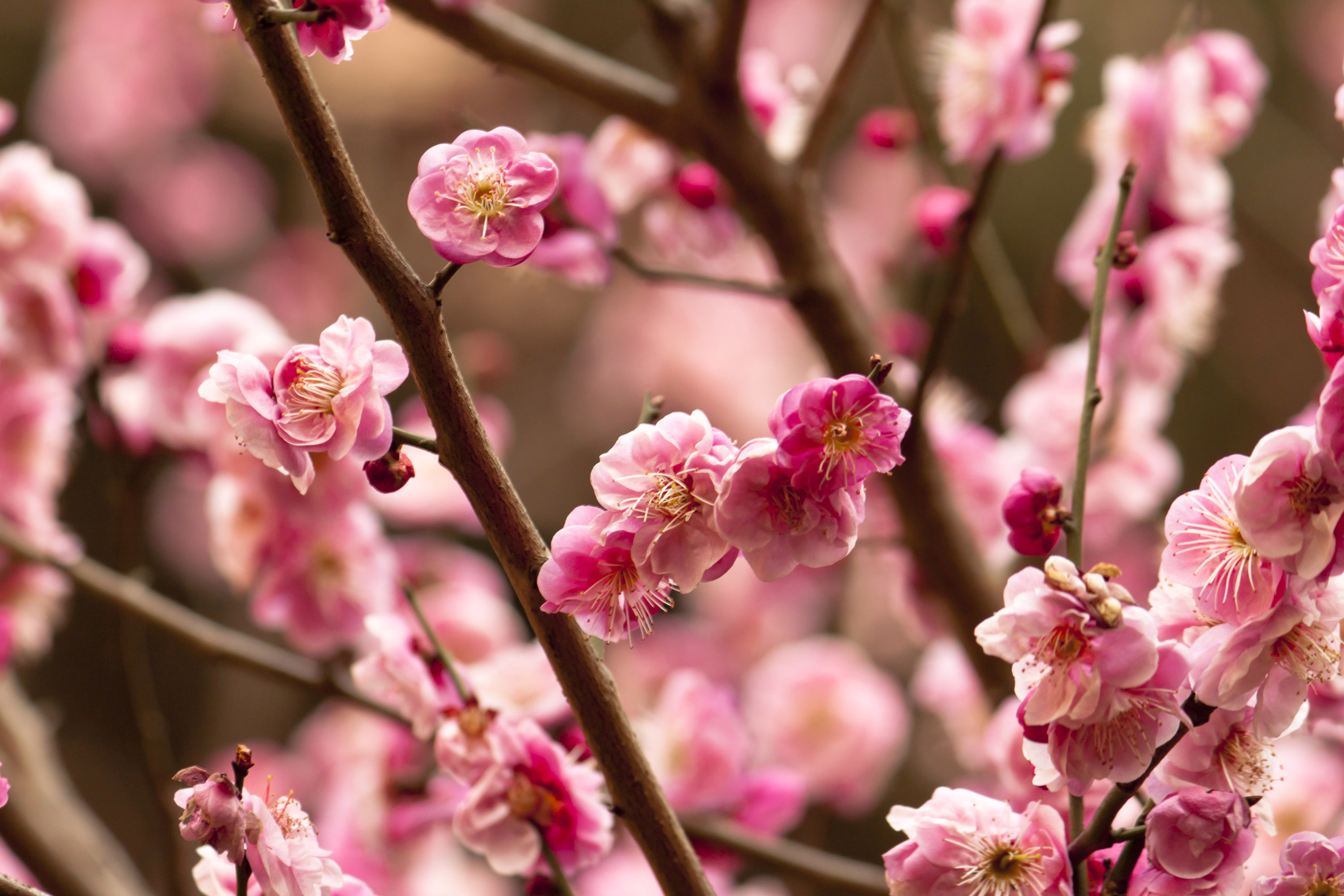
「桃色」一詞源於桃花的顏色。

桃樹源生自中國，是薔薇科李屬落葉小喬木，3至4月為開花期。而描繪與桃相關色彩的文獻，最早可以追溯到周朝，《詩經》中〈桃夭〉一詩，即是中國詩歌史上第一次把女子比喻為鮮花；而「灼灼」是形容桃華其色明盛如火，由此可溯源桃色命名是指稱花色的明亮偏紅色。
去年今日此門中，人面桃花相映紅。

人面不知何處去，桃花依舊笑春風。——崔護（唐），《題都城南莊》
而在中國古典詩詞中，「桃色」一詞通常指的是桃花盛開的嬌豔樣貌，並非一種色彩；反而
在日本，桃色是古典傳統顏色，在粉紅色（即為英語的Pink）一詞尚未出現前，

## 種類

### 桃紅色
桃紅，又稱桃花紅、桃花色、桃色、法蘭西粉紅。

## 相近色
- 粉紅色
- 櫻花色（日语：桜色）
- 石竹色（日语：石竹色）
- 洋紅色
- 食用紅色6號

## 註解
1. ↑  華為「花」的古字。

## 資料來源

### 參照列表
引用
1. ↑  黃, 仁達. . .  臺灣: 聯經出版. 2011: 54  [2021-09-13]. ISBN 9570839279. （原始内容存档于2021-09-13） （中文（臺灣））.
2. ↑  李, 紅印. .  中国: 商務印書館. 2007: 43. ISBN 9787100055628 （中文（中国大陆））.

參考

### 來源列表
書籍
- 永田, 泰弘.  . 梅, 應琪, 譯.  臺灣: 台灣東販. 2014 [2013]. ISBN 9789863314462 （中文（臺灣））.

網站
- koka.  [日本傳統諸色].   [2021-09-14]. （原始内容存档于2021-11-27） （日语）.

## 另見
- 中國傳統色彩
- 日本傳統色彩
- JIS慣用色名
- 二次色